# Biała gorączka (książka)
Biała gorączka - książka reporterska autorstwa polskiego dziennikarza Jacka Hugo-Badera, wydana po raz pierwszy w 2009 roku nakładem Wydawnictwa Czarne. W 2012 ta sama oficyna opublikowała audiobooka, czytanego przez "Jacka Hugo-Badera i przyjaciół". W 2012 ukazał się również pierwszy przekład książki, wydany w języku ukraińskim. W 2010 Biała gorączka została uhonorowana Nagrodą im. Arkadego Fiedlera "Bursztynowy Motyl". 

## Opis treści
Książka składa się z dwóch zasadniczych części. Pierwsza, zatytułowana Znikający punkt, stanowi zapis samochodowej podróży autora z Moskwy do Władywostoku, jaką odbywał od końca listopada 2007 do początku marca 2008, z miesięczną przerwą, w czasie której Hugo-Bader wrócił do Polski na święta, a jego rosyjski samochód czekał w Irkucku. Jak zwykle u Hugo-Badera, podróż stanowi tylko przyczynek do tego, aby opowiedzieć historie spotykanych ludzi z różnych części Rosji. 
Druga część, Pułapka na anioły, to zbiór nieco krótszych reportaży autora, będących pokłosiem jego wyjazdów do różnych państw byłego Związku Radzieckiego w latach 2000. Wśród nich znajdują się m.in. relacja z podróży kajakiem przez Bajkał, a także z dnia, który Hugo-Bader spędził, udając bezdomnego pijaczka w centrum Moskwy. 